# Sânnicolau Mare
Sânnicolau Mare (in ungherese Nagyszentmiklós, in tedesco Großsanktnikolaus, in bulgaro  del Banato Smikluš, in italiano San Niccolò Grande) è una città della Romania di 13282 abitanti, ubicata nel distretto di Timiș, nella regione storica del Banato.
Nei pressi di Sânnicolau Mare si trovano le rovine di Morisena, sede prima di una legione romana e poi dei principi del Banato. Morisena fu anche sede del primo monastero ortodosso romeno (1002), costruito dal signore locale Ahtum.
Nel 1799 nei dintorni di Sânnicolau Mare fu ritrovato un tesoro di produzione turcico-slava e forse locale, risalente all'VIII-X secolo, composto da ventitré oggetti d'oro.  Il tesoro è stato ricondotto a varie civiltà: dai Bulgari agli Àvari fino al canato di Khazaria e anche ad artigiani locali.
Attualmente il tesoro di Sânnicolau Mare/Nagyszentmiklós si trova diviso tra il Kunsthistorisches Museum di Vienna, in Austria, ed il Museo Storico Nazionale di Sofia in Bulgaria.
È nota per essere la città natale di Béla Bartók.

## Amministrazione

### Gemellaggi
- Kazincbarcika
- Burgkirchen an der Alz
- Makó
- Batonya